# Tannin

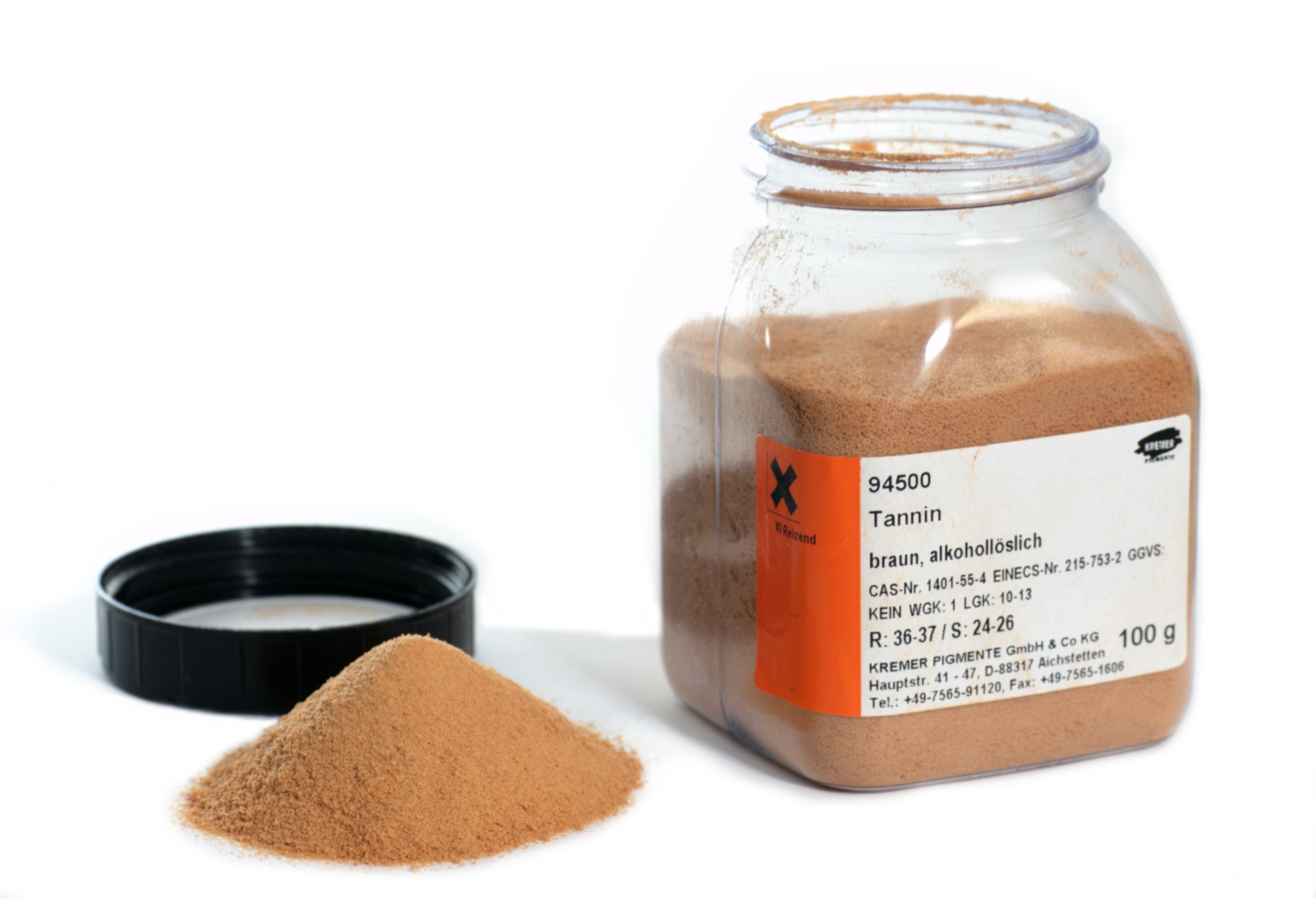
En plastburk med tannin i.

Tannin är polyfenoler från växter som länkar samman proteiner så att de antingen fälls ut eller krymper.  I växten förvaras tanninet i vakuoler som går sönder om någon äter av den. Detta är ett skydd för att göra växten svårsmält och illasmakande (se beska), främst för insekter. Garvsyra är en tanninblandning som traditionellt används för garvning av läder. Genom att proteinerna i lädret förändras blir det svårsmält för mikroorganismer och håller därmed längre.  Ju större tanninmolekyler desto effektivare garvning. Pseudotanniner är tanninliknande ämnen som har för små molekyler för att duga till garvning. Kemiskt sett är de ofta monomerer, och de återfinns bland annat i te och kaffe.
Att tannin drar samman proteiner är det som skapar den torra och sammandragande känslan när man äter omogna bär. När bären mognar bryts tanninet ned så att de blir välsmakande.

## Kemi
Tanninerna delas in i hydrolyserbara tanniner, kondenserade flavonoider och pseudotanniner.

### Hydrolyserbara tanniner
Dessa är polymera estrar av en hydroxibensoesyra och en sockerart, oftast glukos.. Svaga syror eller baser får dem att brytas ned - hydrolyseras till sina grundstommar, 
| Grundstomme:  | Gallussyra             | Ellaginsyra | Gallaginsyra |
| Förekommer i: | Allmänt i bark och löv |             |              |

Gallotannin är vanligast och innehåller mellan 3 och 12 gallussyreenheter.. 

Ett exempel på hur tio gallussyreenheter (och en glukosring i centrum) kan sättas samman till en polymer garvsyra (dekagalloylglukos). Surheten beror på att OH-grupperna på bensenringarna är protolyserbara.

### Kondenserade tanniner
Kondenserade tanniner består av flavonider som är kovalent bundna till varandra. De är ofta förknippade med antioxidativ effekt..
| Grundstomme:  | Delfinidin | Quercetin | Luteolin |
| Förekommer i: |            |           |          |

### Pseudotanniner
När man pratar om "garvsyra" i te och kaffe är det pseudotanniner man syftar på. Dessa drycker duger inte att garva med eftersom pseudotanninerna är för dåliga på att länka samman proteiner. De kan vara oligomerer av ovanstående föreningar, eller helt andra som klorogensyra: 
| Struktur:     | Epikatekingallat | Procyanidin B2              | Klorogensyra |
| Förekommer i: | Grönt te, bovete | Vinranka(blad), kanel,äpple | Kaffe        |

## Tanniner i födan

En järnatom har bildat ett komplex med två delfinidinmolekyler. Tanniner i maten försämrar kroppens järnupptag.

Tanniner ger bland annat den sträva känslan i rött vin (ibland även vita viner). Tanninet finns i vindruvans kärnor och skal i olika mängd för varje druvsort. Blå druvor, som man i huvudsak gör röda viner av, innehåller mest tannin. Bland dessa kan till exempel druvsorterna malbec, cabernet sauvignon, nebbiolo eller tannat nämnas. En röd druva med mindre tannin är druvan pinot noir, vilken har en svagare färgintensitet.
Kaffe innehåller garvsyra. Det finns flera organiska syror i kaffe, men den syra som dominerar är klorogensyra. 
Kaffe är en "sur" produkt, men vid hårdare rostning, såsom i exempelvis espresso, bryts en del syror ner och kaffet blir därmed mindre "surt"(pH-värdet blir högre). 
Den bittra smaken i kaffe kommer främst från klorogensyror.
Den bittra smaken i te kommer istället från pH-neutrala tanniner, flavonoider, som finns i tebladen. Dessa flavonoider ökar produktionen av saltsyra i magen, vilket har lett till ett missförstånd om att även te skulle innehålla garvsyra.